# إرشاد تربوي
الإرشاد التربوي هو مساعدة الطالب على اكتشاف قدراته وإمكانياته الدراسية، ومعاونته في تصميم خطة دراسته واختياره المناسب، وتحقيقه لشروط ومتطلبات التخرج ومساعدته في التغلب على أية صعوبات قد تعترض مساره الدراسي، ومساعدته كذلك على التكيف مع بيئته الدراسية والاجتماعية والعلمية عن طريق إمداده بالمعلومات الكافية.
التوجيه والإرشاد النفسي هو عملية انسانية تتضمن مجموعة من الخدمات التي يقوم بها المختصون في التربية والطب وعلم النفس لمساعدة الفرد على أن يفهم نفسه ويدرك مشكلاته.
| اسس التوجيه والإرشاد النفسي |
| --- |
| اسس فلسفية: ان التوجية يستند أساسا إلي فلسفة ديمقراطية، اي علي اساس الحرية للفرد، ويتخذ قراراته التي تمس حياته ومستقبله. |
| اسس السيكولوجية: ان الكائنات البشرية رغم تشابهها في بعض النواحى الا أن هناك بين الافراد فروق واضحة، وتؤثر جوانب الشخصية المختلفة بعضها في البعض الآخر، وتنشأ لدى الفرد في كل مرحلة من مراحل نموه العضوى والنفسي كثير من الحاجات تتطلب الاشباع. |
| اسس تربوية: تختلف عمليه التوجيه عن عملية التعليم، يهتم التعليم بالمواد الدراسية وعملية التوجيه تهتم بأشباع حاجات التلاميذ التي تنشأ في مجالات الحياه المختلفة.                                                                                 |
| اسس اجتماعية: وهى لابد من ان يفهم الفرد دوره ووظيفته ومكانته في الجماعات والمؤسسات التي ينتمى اليها. |
| اسس فنية: وهى التي تشتق من طبيعة العملية التوجيهية والارشادية ومن المجال الذي يعمل فيه اخصائي التوجيه والرشادالفنى. |

للإرشاد التربوي دور هام وحيوي في العملية التربوية في نظام المقررات، وللمرشد التربوي مهام متعددة يقوم بها لا تقل أهمية عن دور المعلم في المدرسة، بل يكمل كل منهما الآخر، ومن أهم مهام المرشد التربوي:

## مهام المرشد التربوي
1. إعداد التاريخ الدراسي للمستجدين ويشمل البيانات الأولية لكل طالب، التاريخ الدراسي للطالب في السنوات السابقة، تاريخ الحالة الصحية، الأنشطة والهوايات، نتائج الاختبارات والتحصيل الدراسي الحالي.
2. المساهمة في عملية الإرشاد والتسجيل من حيث تحديد العبء الدراسي لطلاب انخفاض المعدل التراكمي والإنجاز الدراسي أو بالنسبة للمتفوقين.
3. توعية طلبة الصف الرابع المتوسط بنظام المقررات.
4. عمل انسحاب متأخر للطلاب من مقرر ما في حالة وجود أسباب يقيمها المرشد التربوي في حالات انخفاض المعدل التراكمي أو تغيير التشعيب بهدف المحافظة على إنجاز الطالب ومعدله التراكمي.
5. تطبيق اختبارات الاستعدادات الفارقة وتصحيحه وتفسير نتائجه للاعتماد عليها في عملية تشعيب الطلاب بعد ذلك.
6. تطبيق اختبار الميول المهنية للطلاب المتوقع تخرجهم وتفسير نتائجه للطلاب لتوجيههم ومساعدتهم في اتخاذ قرارات حاسمة تخص مستقبلهم المهني أو الدراسي بعد التخرج.
7. متابعة الطلاب ذوي التحصيل الدراسي المنخفض ضمن خطة معينة يتم فيها مقابلة الطالب ومقابلة المعلمين وتحديد أسباب الانخفاض وعلاجه.
8. متابعة الطلاب المتفوقين والتعرف على احتياجاتهم ومساعدتهم لتنمية قدراتهم وإشباع ميولهم.
9. توجيه الطلبة للتشعيب الملائم حسب مؤشرات معينة هي:
  1. نتائج اختبار الاستعدادات الفارقة.
  2. التاريخ الدراسي.
  3. التحصيل الدراسي الحالي.
  4. رغبة الطالب.
10. العمل مع الحالات الفردية التي تكون بحاجة إلى إرشاد نفسي أو صعوبات النطق لمساعدة الطالب لتحديد أسباب المشكلة والعمل على الحد من تأثيرها على أداء الطالب.
11. مشاركة أولياء أمور الطلبة في مناقشة مشكلات أبنائهم النفسية وإعطائهم التوجيه الصحيح لطرق العلاج العلمية السليمة والمكان الأنسب للتوجه إليه لعلاج تلك المشكلات بحسب كل حالة في جو من السرية والاهتمام.

## أساليب الإرشاد
1. الإرشاد الفردي.
2. الإرشاد الجماعي. مع استخدام الطرق التالية للإرشاد:
  1. الإرشاد المباشر.
  2. الإرشاد غير المباشر.
  3. الإرشاد السلوكي.
  4. الإرشاد الديني.
  5. الإرشاد التربوي.

## أهمية الإرشاد
1. خطوات الإرشاد أو (مهامه)حصر المشكلات التي يعانيها الطلاب والدارسون والتعامل معها.
2. تصنيف هذه المشكلات إلى أقسامها أو ميادينها.
3. عمل استمارة لتسجيل الحالة بكل جوانبها ومسبباتها.
4. توجيه (الطالب/الدارس) إلى الأخصائي لمساعدته في حلّ مشكلته.
5. وضع برنامج الإرشاد.
6. كتابة التوصيلات إلى الجهات المسئولة داخل الكلية وخارجها في ضوء حل المشكلة.

## أهداف الإرشاد
1. تحقيق التوافق النفسي والاجتماعي للطالب
2. مساعدة الطالب لحل مشكلاته النفسية والاجتماعية والتربوية.
3. مساعدة الطالب للاستفادة من برامج الأنشطة بأنواعها.
4. مساعدة الطلاب الموهوبين في استغلال قدراتهم مستقبلاً.
5. مساعدة الطلاب المتأخرى ن دراسيا.

## مراحل الإرشاد
ينقسم برنامج التوجيه والإرشاد التربوي إلى مراحل منها:
1. استقبال حالات الطلاب الموجهة من أعضاء هيئة التدريس ومن الإدارة والقادمين بأشخاصهم ومن الطلاب أنفسهم.
2. دراسة الحالة وإحالتها.
3. كتابة التوصيات بشأن علاج الحالات.
4. متابعة الحالات بعد المثول والتوجيهات.

## الإرشاد التربوي في اللعب
يتجلى دور الأسرة ودور المختصين في كيفية الإرشاد والتوجيه الصحيح لأطفال التوحد أثناء اللعب وأثناء طلبهم المشاركة معهم باللعب ومعرفة الطرق الصحيحة والمقبولة لتعديل سلوكهم. ويبرز دور المعلمة ودور أولياء الأمور في تعليم التوحيديين بمعادلة بسيطة تساعدهم في فهم معنى الملكية مثلاً، ونضرب على ذلك مثالاً لهذه المعادلة البسيطة فإذا لم يعرف الطفل ألتوحدي لمن تكون هذه اللعبة من اللعب نقول له «هذه اللعبة لمريم» أوهذه لعبة «مريم» وتُخصص أماكن واضحة تُفيد معنى الملكية، وتوضح مفهومها وهوأن لكل شخص الحق في أن يختص بشيء لنفسه ولا يحق لغيره استعماله أوالتصرف فيه. ولا بد في هذا المجال أن تطلع الأسرة على بعض الاعتبارات والنظريات المختصة في دراسة الباعث السلوكي للتواجديين، حيث أن منشأ هذا الباعث السلوكي هوالتعزيز (اللعب) وضرورة اقترانه أيضاً بالمُعززات الاجتماعية Social Reinforces (مثل الابتسامة، قبلة على الوجه، كلمة أحسنت، نظرة إعجاب).

### دور الآباء
هل الآباء لهم دور في جعل الألعاب من الوسائل المُشجعة والمُحفزة في عمليات تعديل السلوك المُستهدف أم لا؟
من المُلاحظ أن التوحيديين لديهم إحساس عندما يُشاركهم الآباء في اللعب مثل القيام بالآتي:
1. الرسم معهم والتعبير عن علاقاتهم.
2. مُشاركة الوالدان بأنشطة أخرى (لعبة الأرجحة).

وجميع هذه الأمور تُحقق للتوحيديين الأمان والدفء العائلي والتي تسهم في الأمن النفسي عند أي مشكلة.
ولا بد عند مشاركتهم في اللعب من تقديم الإرشادات البسيطة وتعويدهم على الاسماع إليها.ولا يقتصر الإرشاد في التعليم والرياضة فقط وإنما للدين نصيب من الإرشاد:
- التوجيه والإرشاد الديني والأخلاقي:

1. إكساب الطالب بعض القيم النابعة من تعاليم الدين الإسلامي.
2. العمل على تكوين الشخصية المسلمة.
3. تحقيق الصحة النفسية والتوافق النفسي بالعمل لمكارم الأخلاق.
4. غرس الآداب التي تزين المسلم وتكوين الشعور بالمحبة للفضائل والقيم الأخلاقية.